# Krasnogvardejskij rajon (San Pietroburgo)
Il Krasnogvardejskij rajon (in russo Красногвардейский район?) è uno dei rajon in cui è suddivisa la città federale di San Pietroburgo, in Russia.